# Europa Cup (vrouwenhandbal) 1977/78
De European Champions Cup 1977/78 is de hoogste internationale club handbalcompetitie in Europa wat door de Internationale Handbalfederatie (IHF) organiseert.

## Deelnemers
| - VIF Dimitrow Sofia: Kampioen van Bulgarije - Høje Gladsaxe IF: Kampioen van Denemarken - TSV GutsMuths Berlin: Kampioen van Duitsland - TSC Berlin: Kampioen van DDR - Sjundeå IF: Kampioen van Finland - US Ivry: Kampioen van Frankrijk - Vasas Budapest: Kampioen van Hongarije - Hapoel Rehovot: Kampioen van Israël | - Radnički Belgrado: Kampioen van Joegoslavië - Hellas: Kampioen van Nederland - IL Vestar: Kampioen van Noorwegen - Hypobank City-Center St.Pölten: Kampioen van Oostenrijk - Ruch Chorzów: Kampioen van Polen - Atlético Madrid: Kampioen van Spanje - TJ Gottwaldov: Kampioen van Tsjecho-Slowakije - Stockholmspolisens IF: Kampioen van Zweden |

## Achtste finale
| Team 1             | Score   | Team 2                         | 1       | 2       |
| ------------------ | ------- | ------------------------------ | ------- | ------- |
| Hapoel Rehovot     | 13 – 40 | Hellas                         | 09 – 20 | 04 – 20 |
| TJ Gottwaldov      | 44 – 33 | Atlético Madrid                | 25 – 11 | 19 – 22 |
| Høje Gladsaxe IF   | 45 – 08 | Sjundeå IF                     | 25 – 04 | 20 – 04 |
| US Ivry            | 13 – 59 | TSC Berlin                     | 08 – 23 | 05 – 36 |
| Ruch Chorzów       | 33 – 28 | Stockholmspolisens IF          | 16 – 13 | 17 – 15 |
| VIF Dimitrow Sofia | 19 – 22 | TSV GutsMuths Berlin           | 12 – 14 | 07 – 08 |
| IL Vestar          | 28 – 19 | Hypobank City-Center St.Pölten | 13 – 09 | 15 – 10 |
| Vasas Budapest     | 28 – 27 | Radnički Belgrado              | 16 – 12 | 12 – 15 |

## Kwartfinale
| Team 1           | Score   | Team 2               | 1       | 2       |
| ---------------- | ------- | -------------------- | ------- | ------- |
| Hellas           | 31 – 49 | Ruch Chorzów         | 17 – 23 | 14 – 26 |
| TJ Gottwaldov    | 25 – 26 | IL Vestar            | 14 – 11 | 11 – 15 |
| Vasas Budapest   | 45 – 26 | TSV GutsMuths Berlin | 24 – 14 | 21 – 12 |
| Høje Gladsaxe IF | 19 – 42 | TSC Berlin           | 10 – 16 | 09 – 26 |

## Halve finale
| Team 1         | Score   | Team 2       | 1       | 2       |
| -------------- | ------- | ------------ | ------- | ------- |
| IL Vestar      | 25 – 41 | TSC Berlin   | 17 – 18 | 08 – 23 |
| Vasas Budapest | 39 – 26 | Ruch Chorzów | 23 – 14 | 16 – 12 |

## Finale
| 16 april 1978 11:00 | TSC Berlin | 19 – 14 | Vasas Budapest | Werner-Seelenbinder-Halle, Oost-Berlijn Toeschouwers: 3500 Scheidsrechters: Svensson, Christensen (DEN) |
| 16 april 1978 11:00 | Richter 8  | (9–7)   | Csik 6         | Werner-Seelenbinder-Halle, Oost-Berlijn Toeschouwers: 3500 Scheidsrechters: Svensson, Christensen (DEN) |
| 16 april 1978 11:00 |            | 3×      |                | Werner-Seelenbinder-Halle, Oost-Berlijn Toeschouwers: 3500 Scheidsrechters: Svensson, Christensen (DEN) |

|            |
|            |
| TSC Berlin |
| 1ste titel |